# Себоруко
Себоруко — стратовулкан из дацита, находящийся в Наярите, к северо-западу от Транс-мексиканского вулканического пояса. Высота — 2280 м.
Крупное извержение, Халское плинианское извержение, произошедшее в 930 году н. э. (6 баллов по шкале вулканических извержений), расширило площадь вулкана до 11 км³ благодаря тефре. Самым крупным задокументированным извержением Себоруко является извержение 1870—1875 годов. Выброс фумаролы этого извержения является одним из самых крупных выбросов, произошедших до начала 20 века. На горе можно было наблюдать образование огромной кальдеры, первой за 775 лет. Кроме образования кальдер, местные жители наблюдали несколько огромных взрывов, включая выброс скории, образование вулканических куполов, пирокластических куполов и большую гарь.
Проточная лава оказалась одной из самых крупных. До этого рекордом по проточной лаве являлась лава, которую извергнул вулкан Дестиладеро. На протяжении 500 лет (отсчитывая после Халского плинианского извержения 930 года) Себоруко считался самым активным вулканом. За это время произошло 6 извержений, каждое из них получило прозвище.
Вулкан является важным туристическим объектом в муниципалитете Хала.